# Ludwik Rajewski

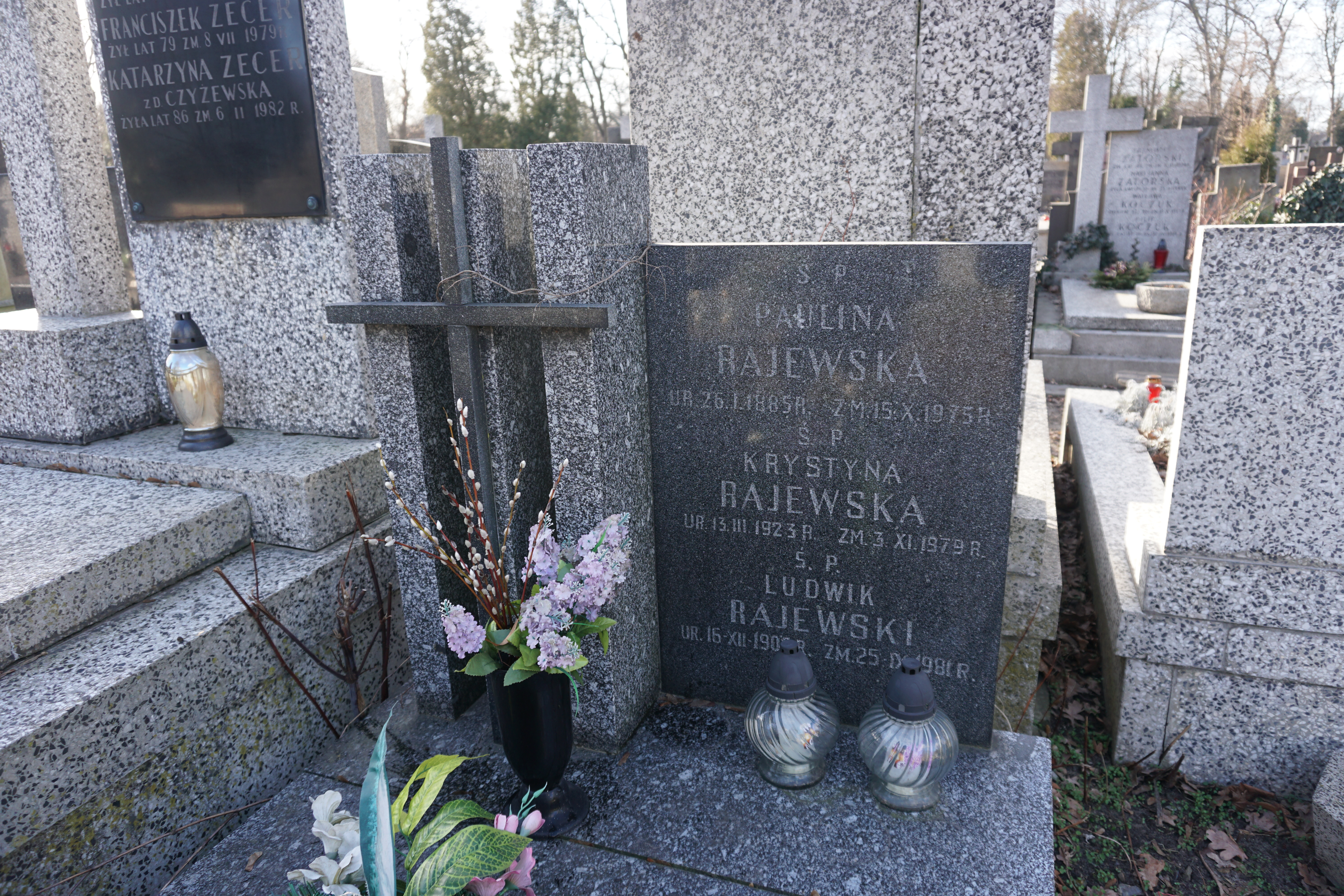
Grób Ludwika Rajewskiego na cmentarzu Bródnowskim

Ludwik Rajewski (ur. 16 grudnia 1900 w Łodzi, zm. 25 września 1981 w Warszawie) – polski polonista, wykładowca, urzędnik.

## Życiorys
Syn Jana i Kunegundy z domu Horoszewicz. W latach 1935–1939 był dyrektorem szkoły ogólnokształcącej, gimnazjum i liceum im. Ludwika Lorentza w Warszawie. Podczas II wojny światowej, 10 maja 1940 został aresztowany przez gestapo i uwięziony na Pawiaku. 22 września 1940 przewieziony do obozu Auschwitz-Birkenau (nr obozowy 4217). Tam pracował w Aufnahmekommando, które było służbą ewidencyjną w obozie, rejestrującą nowo przywiezionych więźniów. 25 października 1944 został wysłany w masowym transporcie Polaków i Rosjan z KL Auschwitz do Sachsenhausen-Oranienburg i ostatnie miesiące spędził w filii obozu Ravensbrück.
Po wojnie pełnił funkcję zastępcy, a od listopada 1946 naczelnika wydziału w Zarządzie Muzeów i Ochrony Zabytków Ministerstwa Kultury i Sztuki. W randze inspektora wizytował były obóz Majdanek. Pełniąc stanowisko naczelnika Wydziału Muzeów i Pomników w Ministerstwie Kultury i Sztuki, przedstawił projekt utworzenia Państwowego Muzeum Auschwitz-Birkenau w Oświęcimiu i zajmował się jego organizowaniem. W latach 1954–1960 pełnił obowiązki sekretarza generalnego Rady Ochrony Pamięci Walk i Męczeństwa. Zeznawał jako świadek oskarżenia na procesie Rudolfa Hößa.
W 1960 uzyskał na Uniwersytecie Warszawskim tytuł doktora w zakresie literatury polskiej na podstawie pracy pt. Hitlerowskie obozy koncentracyjne w literaturze polskiej. Był starszym wykładowcą, a od 1 czerwca 1968 docentem etatowym Katedry Historii Literatury Polskiej UW, organizatorem i dziekanem Wydziału Filologicznego Wyższej Szkoły Pedagogicznej w Warszawie.
Pochowany na cmentarzu Bródnowskim w Warszawie (kwatera 12E-3-12).

## Publikacje
- Ludwik Rajewski, Oświęcim w systemie RSHA, Wydawnictwo Eugeniusza Kuthana, Warszawa 1946,
- Ludwik Rajewski, Witold Władysław Witkowski, Antologia literatury powszechnej. Cz. 2. Literatura wieku XIX, PZWS, Warszawa 1958,
- Ludwik Rajewski, Witold Władysław Witkowski, Antologia literatury powszechnej. Cz. 3. Literatura wieku XIX i XX, PZWS, Warszawa 1958,
- „Zeszyty Oświęcimskie” nr 6 (współautor), Państwowe Muzeum w Oświęcimiu, 1962,
- Ludwik Rajewski (wybór), Za drutami, seria: Antologia pamięci 1939-1945, Książka i Wiedza, Warszawa 1963,
- Ludwik Rajewski, Hitlerowskie obozy koncentracyjne w literaturze polskiej, Warszawa 1969,
- Lesław M. Bartelski, Janina Bogucka-Ordyńcowa, Ludwik Rajewski, Przez lata walki. Zbiór opowiadań, Wydawnictwa Szkolne i Pedagogiczne, Warszawa 1970,
- Ludwik Rajewski, Ruch oporu w polskiej literaturze obozowej, Ludowa Spółdzielnia Wydawnicza, Warszawa 1971.

## Odznaczenia
- Krzyż Kawalerski Orderu Odrodzenia Polski (21 lutego 1947)[9]
- Krzyż Komandorski Orderu Odrodzenia Polski (1959)[10].